# Merveilles
『merveilles』（メルヴェイユ）は、MALICE MIZERのメジャー1枚目のアルバムであり、2期2枚目のアルバムでもある。1998年3月18日に発売。

## 概要
初回限定盤はBOOK型ケース仕様。

## 音楽性
「ヴェル・エール 〜空白の瞬間の中で〜」発売直後にGacktがプライベートで親交のあった人を亡くした時に、「自分の中の『空白』『隙間』も表現することを生業とするのが人間の性であり、逆にそれくらいしか僕にはできない」と悟った時に「merveilles」というキーワードが浮かび、そこからメンバー5人で広めていった。最終的に出来上がった全体的なコンセプトは「時間軸を超えて、あらゆる現在・過去・未来を行き来する物語」である。但し、歌詞の舞台はリアルタイムの世の中にある世界はそのまま切り取らず、おとぎの世界・中世・未来世界を基本にした。
アルバムタイトルはフランス語で「不思議」「驚異」という意味である。

## 録音
前作「Voyage 〜sans retour〜」の時は「左右の音が基本にあって、それをどう振るか」という音響設計だったが、今回は「音をどこに置いて、立体的に色々な音が飛び交っている様にするか」「1個1個の音色作りを大切にする」「定位まで考える」ことを意識した。メンバーは客観的に音を聴いた島田陽平から様々なアドバイスを受けた。Yu〜kiはその模様を「時間があったらずっとレコーディングしそうな位、音色にこだわりました」と回想している。
Gacktの発案で楽曲の要所で人のつぶやき・鳥の鳴き声・逆回転にした音が入っている。Gacktは「回想シーンをイメージした上での演出」と話している。
ギターに使用されるアンプは1機のみだが、エフェクターはワウペダル・ワーミーペダル等を試した。そこから音を0から作り出していき、弾き方も変えていった。その他にも「レコーディングの段階でひらめいたアイディアを、どう楽曲本来のイメージに近づけるか」に大変な試行錯誤を行った。
Kamiは先行シングルの「ヴェル・エール 〜空白の瞬間の中で〜」「au revoir」で部分的に録り直したことを不本意に思っていたが、今回全体的にドラムパートを通して再録することを達成できた。
Manaの「全てが生音で良いわけがない」という意向から、ストリングスパートは生音と打ち込みを両方起用し、場所によって使い分けている。
「別の楽器でも、全体の構成を十分に表現できる」という理由から、ギター・ドラムが一切使用されていない曲がある。
アルバム制作に対してのレコーディングのスケジュールは計2週間。その中から、メンバーは「自分たちができること」「ファンにどれだけのものが届けられるか」を念頭に置きながら臨んだ。

## 収録曲
| 全作詞: Gackt.C（#1を除く）。 |                                         |                      |              |                        |      |
| #                             | タイトル                                | 作詞                 | 作曲         | 編曲                   | 時間 |
| 1.                            | 「〜de merveilles」                     | Gackt.C （#1を除く） | Mana         | MALICE MIZER           | 1:07 |
| 2.                            | 「Syunikiss〜二度目の哀悼〜」           | Gackt.C （#1を除く） | Yu〜ki       | MALICE MIZER、島田陽平 | 4:14 |
| 3.                            | 「ヴェル・エール 〜空白の瞬間の中で〜」 | Gackt.C （#1を除く） | Mana         | MALICE MIZER、島田陽平 | 5:34 |
| 4.                            | 「ILLUMINATI」                          | Gackt.C （#1を除く） | Közi         | MALICE MIZER           | 5:12 |
| 5.                            | 「Brise」                               | Gackt.C （#1を除く） | Közi         | MALICE MIZER、島田陽平 | 5:03 |
| 6.                            | 「エーゲ〜過ぎ去りし風と共に〜」        | Gackt.C （#1を除く） | Mana         | MALICE MIZER           | 4:58 |
| 7.                            | 「au revoir」                           | Gackt.C （#1を除く） | Mana         | MALICE MIZER、島田陽平 | 4:54 |
| 8.                            | 「Ju te veux」                          | Gackt.C （#1を除く） | Közi         | MALICE MIZER           | 4:37 |
| 9.                            | 「S-CONSCIOUS」                         | Gackt.C （#1を除く） | Mana         | MALICE MIZER           | 3:20 |
| 10.                           | 「Le ciel」                             | Gackt.C （#1を除く） | Gackt.C      | MALICE MIZER、島田陽平 | 5:00 |
| 11.                           | 「月下の夜想曲」                        | Gackt.C （#1を除く） | Közi         | MALICE MIZER、島田陽平 | 3:45 |
| 12.                           | 「Bois de merveilles」                  | Gackt.C （#1を除く） | MALICE MIZER | MALICE MIZER、島田陽平 | 1:55 |
| 合計時間:                     | 合計時間:                               | 合計時間:            | 合計時間:    | 49:39                  |      |

### 楽曲解説
1. 〜de merveilles
2. Syunikiss〜二度目の哀悼〜
タイトルの読みは"シュニキス"であり、これは「主に帰す」とかけたGackt考案の造語である。
原曲はYu〜kiが作曲したが、ほんの一部分しかなく、Gacktが何を表現したいのかをYu〜kiに色々質問していく事で引き出していき、その後メンバー5人でコライト方式で共同で作曲した[6]。
Yu〜kiは「もの悲しい雰囲気を出したい」と話している[6]。
リズムをMIDIによる同期でやるか、生で合わせるかについてギリギリまで悩んだ末に生音で表現した[6]。
Kamiの発案で普通はジャングルで使用されるビートを取り入れている[6]。
様々なギターを試して、やっとしっくりきたのがエレクトリックアコースティックギターだった[1]。
3. ヴェル・エール 〜空白の瞬間の中で〜
メジャー1stシングル。シングル版とは違いがあり、最後のサビにコーラスが追加されている。
ドラムが新規に再録されている[1]。
4. ILLUMINATI
作曲はすんなりと出来上がったが、プログラミングに長い時間がかかった[5]。
このアルバムリリース後にアレンジを施してシングルカットされた。メジャー4thシングル。
アルバムに入れるかどうかを「メンバーのプライベートに危険が生じる!」と長時間話し合った[7]。
5. Brise
Köziがギターの弾き語りで作曲した[6]。
ワウペダル・ワーミーペダルを駆使して、トリッキーなアレンジを施した[6]。
6. エーゲ〜過ぎ去りし風と共に〜
第1期の1stミニアルバム『memoire』に収録されていた『エーゲ海に捧ぐ』をアレンジした曲[8]。
Közi曰くコンセプトは「歴史は繰り返される」とのこと[6]。
コード進行・歌詞を大幅に変更している[6]。
Manaは「如何にクラシック・ギターでエーゲ海の海の音・風の雰囲気を表現できるか」にこだわった[1]。
Kamiはイントロ・Aメロにてバスドラムを押し出すことでエーゲ海の深い部分を表現しようとした[1]。
フレットレスベースを前面に押し出している[6]。
アコースティック・ギターのクリーントーンを重ねている[6]。
ディレイをかける場合にも、わざとずらす等音の立体感を演出している[6]。
7. au revoir
メジャー2ndシングル。シングル版とは違い、ヴォーカル[8]・ドラム[1]が再録音されている[8]。
8. Ju te veux
メンバー全員がパラパラを踊る曲である。普段は演奏に徹しているYu～kiやKamiも珍しくダンスに参加している。
9. S-CONSCIOUS
Manaが幼い頃によく見た「線のようなものが無数に走っている」という夢がモチーフとなっている[5]。
Koziによるノイズ・チェロを押し出している[5]。
10. Le ciel
このアルバムリリース後に大幅なアレンジを施して『Le ciel～空白の彼方へ～』としてシングルカットされた。メジャー5thシングル。
11. 月下の夜想曲
メジャー3rdシングル。
12. Bois de merveilles
1997年夏に開催されたライヴツアー「STANDING TOUR '97　Pays de merveilles ～空白の瞬間の中で～」の際に披露されたバージョンは、10分程あった。相談した結果、最終的にはGacktが歌っている部分のみをスタジオ音源化することになった[6]。